# Rogvolod
Rogvolod (belorusko Рагвалод, Ragvalod, rusko  Рогволод, Rogvolod) je bil prvi v kronikah omenjeni knez Polacka, ki  je vladal od leta 945 do 978, * okoli 920, Västergötland, Švedska, † 978, Polock, zdaj Belorusija. 
V ruski Primarni kroniki je omenjen kot Rogvolod. Ime je verjetno poslovanjena oblika staronordijskega imena  Ragnvald. Prišel je verjetno iz Skandinavije ali južnega Baltika in sredi 10. stoletja ustanovil Polack. Po pisanju  Primarne kronike je kijevski knez Vladimir Veliki leta 980 poskušal z njim skleniti zavezništvo s poroko z njegovo hčerko Rognedo. Ker je Rogvolod ponudbo nesramno zavrnil, ga je Vladimir napadel, ubil njega in oba sinova in na silo vzel Rognedo za ženo.

## Sklic
1. ↑  Janet Martin. Medieval Russia 980-1584. Cambridge: Cambridge University Press, 1995).